# Manuel Mujica Millán
Manuel Mujica Millán (Vitoria, España, 26 de mayo de 1897-Mérida, Venezuela, 13 de febrero de 1963) fue un arquitecto hispano-venezolano que ejerció su trabajo principalmente en Venezuela. Es considerado uno de los arquitectos más influyentes de Venezuela y pionero de la arquitectura moderna en el país.

## Biografía
Nació en Vitoria, aunque con muy pocos años se trasladó con su familia a Barcelona. Estudió en la Escuela Superior de Arquitectura de Barcelona, donde obtuvo el título de arquitecto el 27 de enero de 1925. Desde antes de terminar sus estudios, comenzó a trabajar como ayudante de algunos de sus profesores de la Escuela, como Eusebi Bona y Francesc Nebot, colaborando en el diseño del Palacio Real de Pedralbes y en la construcción del cine Coliseum de Barcelona, lo que le dio un buen conocimiento práctico de la profesión. Después de obtener el título proyectó la ciudad jardín La Florida en Santa Perpètua de Mogoda, las ramblas de Mataró y unos chalets en Laredo y en Sitges.
En octubre de 1927, llegó a Venezuela, contratado para hacerse cargo del refuerzo de la estructura y cimentación del Hotel Majestic de Caracas. Este trabajo le abrió la puerta de nuevos proyectos en Venezuela, como fue en 1930, la reforma del Panteón Nacional de Caracas al que otorga un estilo neobarroco.

## Obras

### Edificios y estructuras

#### España
- Capilla del Palacio Real de Pedralbes, Barcelona, España. (1922)
- Casa, Sitges, España. (1922)
- Casa, Sitges, España. (1922)
- Cine Coliseum, Barcelona, España. (1923)
- Proyecto Urbanización Ciudad-Jardín La Florida, Mogoda, España. (1925)
  - Casa de Constantino Sanjuan, Mogoda, España. (1925)
  - Casa de Joaquín Grau, Mogoda, España. (1925)
  - Casa de Matías Colmenares, Mogoda, España. (1925)
- Hotel, Laredo, España. (1926)

#### Venezuela
- Hotel Majestic, Caracas, Venezuela. (1927-1949)  - Destruida
- Proyecto Urbanización Ciudad-Jardín San Rafael de La Florida, Caracas, Venezuela. (1929)
  - Casa Rotundo, Caracas, Venezuela. (1930)
  - Casa Club La Florida, Caracas, Venezuela. (1932-1942) - Destruida
  - Quinta Nena, Caracas, Venezuela. (1930s)
  - Quinta Yalca, Caracas, Venezuela. (1930s)
  - Quinta Beatriz, Caracas, Venezuela. (1930s)
  - Casa Blanca, Caracas, Venezuela. (1937)
  - Quinta Hojas, Caracas, Venezuela. (1930s)
- Proyecto y Reforma del Panteón Nacional de Venezuela, Caracas, Venezuela. (1930)
- Proyecto y Reforma de la Iglesia de las Siervas del Santísimo Sacramento, Caracas, Venezuela. (1930)
- Proyecto Urbanización Ciudad-Jardín Campo Alegre, Caracas, Venezuela. (1932)
  - Casa Nº 27 - Quinta Heny, Caracas, Venezuela. (1932-2003) - Semidestruida
  - Casa Nº 28 - Quinta San Pedro, Caracas, Venezuela. (1932)
  - Casa Nº 24 - Villa Arenas, Caracas, Venezuela. (1930s)
  - Casa Nº 37 - Quinta Solete, Caracas, Venezuela. (1930s)
  - Casa Nº 19 - Quinta Ave María, Caracas, Venezuela. (1930s)
  - Casa Nº 17 - Quinta de R. Heny, Caracas, Venezuela. (1930s)
  - Casa Nº 16 - Quinta Rohl, Caracas, Venezuela. (1932-2010) - Destruida
  - Quinta Las Guaycas, Caracas, Venezuela. (1932)
  - Quinta de Matos, Caracas, Venezuela. (1932)
  - Quinta de Ustáriz, Caracas, Venezuela. (1933)
  - Quinta Guarimba, Caracas, Venezuela. (1933)
  - Quinta de Amitearove, Caracas, Venezuela. (1933) - Destruida
  - Quinta de Garocha, Caracas, Venezuela. (1933) - Destruida
  - Quinta Villa Lola, Caracas, Venezuela. (1933) - Destruida
  - Quinta La Atalaya, Caracas, Venezuela. (1934-1999) - Destruida
  - Quinta Ávila, Caracas, Venezuela. (1934) - Destruida
  - Quinta Beatriz - De Angeli, Caracas, Venezuela. (1935)
  - Quinta de Méndez, Caracas, Venezuela. (1935) - Destruida
  - Capilla Nuestra Señora del Carmen, Caracas, Venezuela. (1936)
  - Casa-Estudio, Caracas, Venezuela. (1936-1975) - Destruida
  - Quinta de Prósperi, Caracas, Venezuela. (1936) - Destruida
  - Quinta Villa Clara, Caracas, Venezuela. (1937) - Destruida
  - Quinta S.D, Caracas, Venezuela. (1937) - Destruida
  - Quinta Villegas - Torre Montería, Caracas, Venezuela. (1938)
  - Quinta de Núñez Ponte, Caracas, Venezuela. (1938) - Destruida
  - Quinta Chitavita, Caracas, Venezuela. (1939) - Destruida
  - Quinta Tornasol - Los Homalles, Caracas, Venezuela. (1930s) - Destruida
  - Quinta La Ruezga, Caracas, Venezuela. (1930s)
  - Quinta El Cumbe, Caracas, Venezuela. (1930s)
  - Quinta Edith, Caracas, Venezuela. (1930s)
  - Quinta Palma Sola, Caracas, Venezuela. (1930s)
  - Quinta La Limonera - Halvorssen, Caracas, Venezuela. (1930s)
  - Quinta Les Buissonets, Caracas, Venezuela. (1930s)
  - Quinta de Pacanins, Caracas, Venezuela. (1930s)
  - Quinta de Stabler, Caracas, Venezuela. (1930s) - Destruida
  - Quinta San Michele, Caracas, Venezuela. (1930s) - Destruida
  - Quinta de Velutini, Caracas, Venezuela. (1930s)  - Destruida
  - Quinta Lilibet, Caracas, Venezuela. (1930s) - Destruida
  - Quinta La María, Caracas, Venezuela. (1930s) - Destruida
  - Quinta de Mir, Caracas, Venezuela. (1930s) - Destruida
  - Quinta de L.V Febres, Caracas, Venezuela. (1930s) - Destruida
  - Quinta de L.V Febres, Caracas, Venezuela. (1930s) - Destruida
  - Quinta de C. Heny, Caracas, Venezuela. (1930s) - Destruida
- Villa La Soledad, Caracas, Venezuela. (1930s)
- Quinta Irene, Caracas, Venezuela. (1930s)
- Casa Vollmer - Hacienda Montalbán, Caracas, Venezuela. (1940)
- Cuadra de la Hacienda La Vega, Caracas, Venezuela. (1942)
- Edificio Santillana, Caracas, Venezuela. (1944)
- Edificio Puente Anauco, Caracas, Venezuela. (1944)
- Catedral Basílica Menor de la Inmaculada Concepción, Mérida, Venezuela. (1945)
- Palacio de la Gobernación, Mérida, Venezuela. (1946)
- Casa Celis, Mérida, Venezuela. (1948)
- Seminario San Buenaventura, Mérida, Venezuela. (1949)
- Casa Gabaldón, Mérida, Venezuela. (1950)
- Casa Nucete, Mérida, Venezuela. (1951)
- Conjunto de la Universidad de Los Andes, Mérida, Venezuela. (1952)
  - Edificio del Rectorado, Mérida, Venezuela. (1956)
  - Facultad de Odontología, Mérida, Venezuela. (1956)
  - Paraninfo, Mérida, Venezuela. (1956)

#### No construidos
- Propuesta para La Rambla y la Plaza Santa Ana, Mataró, España. (1924)
- Propuesta para el Edificio Telefónica, Madrid, España. (1926)
- Proyecto para el Palacio del Sol, Barcelona, España. (1927)
- Proyecto y Reforma del barrio Atarazanas, Barcelona, España. (1927)
- Casa de Marcos Alonso, Tiana, España. (1927)
- Proyecto Casa del Caracas Country Club, Caracas, Venezuela. (1928)
- Proyecto de Urbanización de la Plaza Bolívar, Caracas, Venezuela. (1930)
- Proyecto de una avenida en Caracas, Caracas, Venezuela. (1930)
- Proyecto para el Teatro Coliseo, Caracas, Venezuela. (1934)
- Proyecto para el Teatro Continental, Caracas, Venezuela. (1936)
- Proyecto para la Sede de la Nunciatura Apostólica en Los Caobos, Caracas, Venezuela. (1942)
- Proyecto para la Iglesia de Nuestra Señora del Chiquinquirá, Caracas, Venezuela. (1943)